# Resolució 4 del Consell de Seguretat de les Nacions Unides
La Resolució 4 del Consell de Seguretat de les Nacions Unides, aprovada el 29 d'abril de 1946, va acordar la creació d'un subcomitè encarregat d'examinar la situació a Espanya, així com avaluar el possible perill per a la pau internacional que podria suposar l'existència del règim franquista al país. La resolució va ser aprovada amb els vots favorables de tots els membres, excepte el de la Unió Soviètica, que es va abstenir.

## Context
Espanya, pel suport que el govern encapçalat per Francisco Franco havia proporcionat a les potències de l'Eix durant la Segona Guerra Mundial, s'havia convertit en un país exclòs dels plans de postguerra, especialment els relatius a la instauració d'un nou sistema d'organització internacional sota les Nacions Unides i basades en els postulats de la Carta. Abans fins i tot de finalitzar la guerra, durant la Conferència de Potsdam (juliol-agost de 1945), el comunicat final pactat per les grans potències feia una referència explícita a Espanya referent a l'ingrés de nous socis en l'ONU.
| « | L'ingrés en l'ONU està obert a tots els Estats amants de la pau que acceptin les obligacions contingudes en la Carta i que, segons el parer de l'Organització, siguin capaços i estiguin disposats a complir amb aquestes obligacions. (...) Els tres governs, en el que a ells concerneix, recolzaran les candidatures d'ingrés de tots aquells països que hagin romàs neutrals durant la guerra i que compleixin amb les condicions a dalt esmentades. Els tres governs, no obstant això, se senten obligats a declarar que, per la seva banda, no recolzaran cap sol·licitud d'ingrés del present govern espanyol, el qual, havent estat establert amb el suport de les potències de l'Eix, no posseeix, en raó dels seus orígens, la seva naturalesa, el seu historial i la seva associació estreta amb els estats agressors, qualitats necessàries per justificar aquest ingrés. | » |
| — Apartat IX, "Conclusió de tractats de pau i d'admissió en l'Organització de les Nacions Unides". Comunicat final de la Conferència de Potsdam. | |   |

La "qüestió espanyola", la condemna al règim franquista mitjançant l'exclusió dels nous organismes internacionals, va ser resultat de les pretensions exercides per la Unió Soviètica i de les cessions concedides pel Regne Unit i els Estats Units.

## Subcomitè
El subcomitè, segons la resolució, havia d'estar format per cinc dels països membres del Consell i tindria presentar un informe final abans de finalitzar el mes de maig d'aquest mateix any. Creat durant la mateixa sessió que va aprovar el text de la resolució, la 46a, el Consell va decidir que formessin part d'ell Austràlia, Brasil, Xina, França i Polònia. Així mateix es va acordar que Austràlia ocuparia la seva presidència. Els resultats del subcomitè van ser exposats públicament davant els membres del Consell en la 49a sessió, que van derivar en l'aprovació de la resolució 7.